# وانغ فانغ (منافسة ألعاب القوى)
وانغ فانغ هي منافسة ألعاب القوى صينية، ولدت في 26 يناير 1983 في تيانجين في الصين.

## روابط خارجية
- وانغ فانغ على موقع Paralympic.org (الإنجليزية)
- وانغ فانغ على موقع IPC.InfostradaSports.com (مؤرشف) (الإنجليزية)